# 浅井政重
浅井 政重（あざい まさしげ）は、安土桃山時代の武将。江戸時代前期の旗本。徳川氏の家臣。

## 略歴
浅井新八郎の末子。尾張浅井氏の出身。
初め豊臣秀保に仕え、13歳のときに徳川秀忠の正室の崇源院の招請により徳川家康に仕え、山城国綴喜郡で500石を与えられ、徳川家では主に書院番などを担当した。
慶長5年（1600年）の関ヶ原の戦いや、慶長19年～20年（1614年～1615年）の大坂の陣には徳川方として参戦した。
正室は、徳川義直の生母(お亀の方)の姪という。

## 系譜
- 父：浅井政貞（?-1581?）
- 母：毛利高政の娘
- 正室：お亀の方姪
- 某氏：
  - 長男：浅井政候
- 生母不明の子女
  - 次男：茂大夫 - 尾張徳川家家臣
  - 長女：大奥に仕える
  - 次女：水野正照室